# Vesela jesen 1983
XVII. Vesela jesen je potekala 10. septembra 1983 v Ljudskem gaju v organizaciji Društva glasbenih delavcev Harmonija. Večer sta povezovala Metka Šišernik - Volčič in Vinko Šimek. Orkestru je dirigiral Edvard Holnthaner. 

## Tekmovalne skladbe
| #   | Naslov pesmi                 | Izvajalec                     | Avtor besedila    | Avtor glasbe   | Avtor aranžmaja   | Nagrade                                      |
| --- | ---------------------------- | ----------------------------- | ----------------- | -------------- | ----------------- | -------------------------------------------- |
| 1.  | Uršika                       | Rudi Trojner                  | Jože Kreže        | Jože Kreže     | Bojan Adamič      |                                              |
| 2.  | Zdumar                       | Duo Kuhaunca                  | Dušan Bižal       | Milan Hribar   | Bojan Adamič      |                                              |
| 3.  | Ka se od mene obračaš tij    | Mirko Vočanec                 | Geza Farkaš       | Ernest Lukač   | Boris Rošker      |                                              |
| 4.  | Navadn človk                 | Trio Olafgumsons              | Andrej Pompe      | Andrej Pompe   | Andrej Pompe      | nagrada za debitanta                         |
| 5.  | Kurent                       | Franc Koronik & Tonja Komidar | Franc Koronik     | Franc Koronik  | Boris Rošker      |                                              |
| 6.  | Rojena pod srečnoj zvezdoj   | Karolina Fras & Maraton       | Karolina Fras     | Mladen Putarek | Mladen Putarek    |                                              |
| 7.  | Moj lübi bija je mlinar      | Tatjana Dremelj               | Dragica Škerlavaj | Dečo Žgur      | Dečo Žgur         |                                              |
| 8.  | K'r bvo, je bvo              | Trim                          | Bojan Čebulj      | Marjan Golob   | Jani Golob        |                                              |
| 9.  | Te, ko sonček spat gre       | Zorica Fingušt                | Zorica Fingušt    | Zorica Fingušt | Jani Golob        | zlati klopotec                               |
| 10. | Tombola                      | Majda Štrucl & Rudi Šantl     | Manko Golar       | Emil Glavnik   | Bojan Adamič      | 3. nagrada za besedilo                       |
| 11. | Moj dedi                     | Duo Kora                      | Milan Kamnik      | Milan Kamnik   | Edvard Holnthaner | 1. nagrada za besedilo                       |
| 12. | Vredno je živet za leipe dni | Renata Brumec                 | Renata Brumec     | Renata Brumec  | Silvo Štingl      |                                              |
| 13. | K'da ajda zajde v cvet       | Branka Kraner & Ivo Mojzer    | Ivanka Goglin     | Andrej Grabar  | Jože Privšek      | nagrada za aranžma                           |
| 14. | Ženske navade                | Kri                           | Franc Husar       | Franc Husar    | Franc Husar       | 2. nagrada za besedilo, 2. nagrada občinstva |
| 15. | Šouštrska                    | Karli Arhar                   | Ernest Kočivnik   | Boris Rošker   | Tomaž Kozlevčar   |                                              |
| 16. | Gnes naj bo ples             | Čudežna polja & Laura Budal   | Gorazd Elvič      | Gorazd Elvič   | Edvard Holnthaner | 3. nagrada občinstva                         |

1. ↑  1. nagrada občinstva.